# Bleurville
Bleurville település Franciaországban, Vosges megyében. Lakosainak száma 285 fő (2022. január 1.). Bleurville Marey, Monthureux-sur-Saône, Nonville, Provenchères-lès-Darney, Saint-Julien, Serocourt, Tignécourt, Viviers-le-Gras és Attigny községekkel határos.

## Népesség
A település népességének változása:
| Lakosok száma | 353  | 338  | 335  | 308  | 303  | 298  | 294  | 289  | 285  |
|               | 2013 | 2015 | 2016 | 2017 | 2018 | 2019 | 2020 | 2021 | 2022 |